# Acuñación

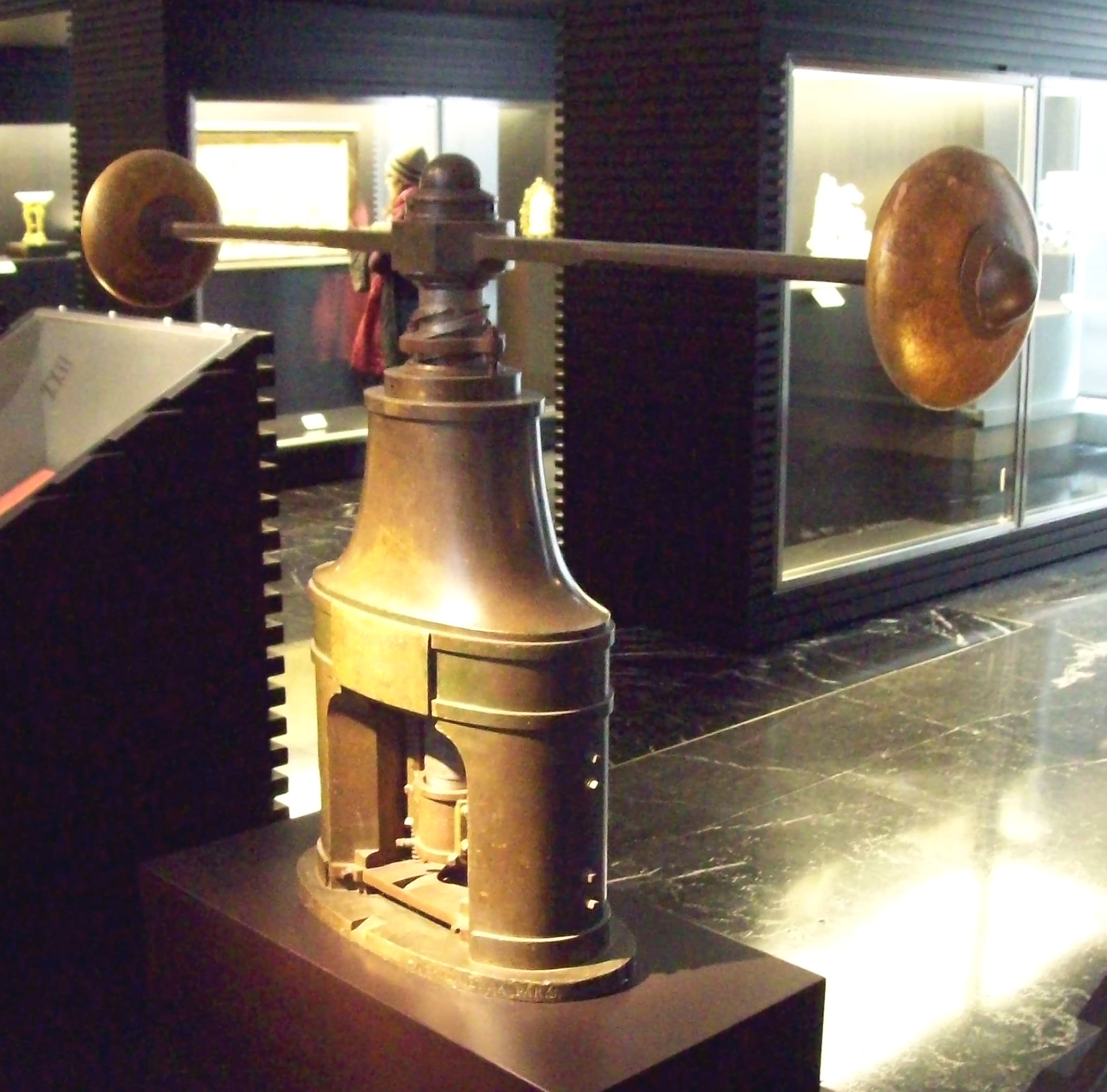
Prensa de volante francesa de 1831, usada para acuñar monedas en España (Museo Arqueológico Nacional, Madrid)

La acuñación  es la certificación de una pieza de metal u otro material (tal como cuero o porcelana) mediante un distintivo o señales sobre el mismo, siendo de un valor específico, intrínseco o de canje. Este proceso suele hacerse con un troquel o cuño.
Creso (m. 546 a. C.) es generalmente reconocido por ser el primero en poner en circulación acuñaciones de pureza y peso certificados gubernamentales. La falsificación estuvo ampliamente generalizada durante la Edad Media. A finales del siglo XV, se desarrolló en la península itálica un equipamiento capaz de proveer monedas de peso y tamaño estables.
La Revolución industrial supuso el impulso de técnicas refinadas de acuñación. La mayoría de los elementos decorativos básicos de la acuñación moderna fueron introducidos en la antigüedad.
En el mundo griego, el grabado en relieve reemplazó gradualmente a las toscamente perforadas monedas de los lidios. Alejandro Magno introdujo la moneda-retrato; estas inicialmente representaban dioses o héroes y después monarcas. Hasta finales del siglo XIX, las monedas chinas fueron moldeadas de modo muy parecido a las primeras griegas; estas monedas cuadradas agujereadas de bronce fueron emitidas esencialmente en el mismo tamaño y forma durante casi 2500 años.